# Argiolestes postnodalis
Argiolestes postnodalis är en trollsländeart som beskrevs av Selys 1878. Argiolestes postnodalis ingår i släktet Argiolestes och familjen Megapodagrionidae. Inga underarter finns listade i Catalogue of Life.